# Copa de baloncesto de Turquía
La Copa de Baloncesto de Turquía también conocida en turco como FIAT Erkekler Türkiye Kupası es la competición de copa de baloncesto de Turquía. La disputan los equipos de la Türkiye Basketbol Ligi. El último campeón ha sido en 2024 el Fenerbahçe S. K.. Se comenzó a disputar en 1967, interrumpiéndose en 1972. Desde 1991 se disputa anualmente de forma continuada.

## Palmarés
| Temporada | Campeón                                                       | Resultado                                                     | Subcampeón                                                    | MVP                                                           |
| 1966–67   | Fenerbahçe                                                    | 84-67 / 65-76                                                 | Muhafızgücü                                                   | -----                                                         |
| 1967–68   | Altınordu                                                     | 71-56 / 63-67                                                 | Muhafızgücü                                                   | -----                                                         |
| 1968–69   | İstanbul TÜ                                                   | 64–56                                                         | Galatasaray                                                   | -----                                                         |
| 1969–70   | Galatasaray                                                   | 86–83                                                         | İstanbul TÜ                                                   | -----                                                         |
| 1970–71   | İstanbul TÜ                                                   | 74–69                                                         | Beşiktaş                                                      | -----                                                         |
| 1971–72   | Galatasaray                                                   | 70–69                                                         | İstanbul TÜ                                                   | -----                                                         |
| 1972–73   | TED Ankara Kolejliler                                         | 64-68 / 68-56                                                 | Beşiktaş                                                      | -----                                                         |
| 1992      | Paşabahçe                                                     | 79–71                                                         | Ülkerspor                                                     | -----                                                         |
| 1993      | Tofaş Bursa                                                   | 90–64                                                         | Ülkerspor                                                     | -----                                                         |
| 1993–94   | Efes Pilsen                                                   | 81–76                                                         | Fenerbahçe                                                    | -----                                                         |
| 1994–95   | Galatasaray                                                   | 66–54                                                         | Ortaköy                                                       | -----                                                         |
| 1995–96   | Efes Pilsen                                                   | 89–63                                                         | Türk Telekom                                                  | -----                                                         |
| 1996–97   | Efes Pilsen                                                   | 84–71                                                         | Fenerbahçe                                                    | -----                                                         |
| 1997–98   | Efes Pilsen                                                   | 71–67                                                         | Türk Telekom                                                  | -----                                                         |
| 1998–99   | Tofaş Bursa                                                   | 77–75                                                         | Fenerbahçe                                                    | -----                                                         |
| 1999–00   | Tofaş Bursa                                                   | 72–54                                                         | Ülkerspor                                                     | -----                                                         |
| 2000–01   | Efes Pilsen                                                   | 85–78                                                         | Türk Telekom                                                  | -----                                                         |
| 2001–02   | Efes Pilsen                                                   | 78–74                                                         | Darüşşafaka                                                   | -----                                                         |
| 2002–03   | Ülkerspor                                                     | 79–63                                                         | Türk Telekom                                                  | -----                                                         |
| 2003–04   | Ülkerspor                                                     | 84–74                                                         | Efes Pilsen                                                   | -----                                                         |
| 2004–05   | Ülkerspor                                                     | 73–41                                                         | Pınar Karşıyaka                                               | -----                                                         |
| 2005–06   | Efes Pilsen                                                   | 74–68                                                         | Ülkerspor                                                     | -----                                                         |
| 2006–07   | Efes Pilsen                                                   | 73–59                                                         | Banvit                                                        | -----                                                         |
| 2007–08   | Türk Telekom                                                  | 80–61                                                         | Oyak Renault                                                  | -----                                                         |
| 2008–09   | Efes Pilsen                                                   | 79–70                                                         | Erdemirspor                                                   | -----                                                         |
| 2009–10   | Fenerbahçe                                                    | 72–68                                                         | Mersin B.B.                                                   | -----                                                         |
| 2010–11   | Fenerbahçe                                                    | 81–72                                                         | Beşiktaş                                                      | Emir Preldžič                                                 |
| 2011–12   | Beşiktaş                                                      | 78–74                                                         | Banvit                                                        | Serhat Çetin                                                  |
| 2012–13   | Fenerbahçe                                                    | 63–57                                                         | Galatasaray                                                   | David Andersen                                                |
| 2013–14   | Pınar Karşıyaka                                               | 66–65                                                         | Anadolu Efes                                                  | Bobby Dixon                                                   |
| 2014–15   | Anadolu Efes                                                  | 70–60                                                         | Fenerbahçe                                                    | Thomas Heurtel                                                |
| 2015–16   | Fenerbahçe                                                    | 67–65                                                         | Darüşşafaka Doğuş                                             | Bogdan Bogdanović                                             |
| 2016–17   | Banvit Basketbol Kulübü                                       | 75–66                                                         | Anadolu Efes S.K.                                             | Jordan Theodore                                               |
| 2017–18   | Anadolu Efes                                                  | 78–61                                                         | Tofaş                                                         | Krunoslav Simon                                               |
| 2018–19   | Fenerbahçe Beko                                               | 80–70                                                         | Anadolu Efes                                                  | Luigi Datome                                                  |
| 2019–20   | Fenerbahçe Beko                                               | 74–71                                                         | Darüşşafaka S.K.                                              | Luigi Datome                                                  |
| 2020-21   | Cancelada debido a la pandemia COVID-19.                      | Cancelada debido a la pandemia COVID-19.                      | Cancelada debido a la pandemia COVID-19.                      | Cancelada debido a la pandemia COVID-19.                      |
| 2021–22   | Anadolu Efes                                                  | 86–72                                                         | Fenerbahçe                                                    | Tibor Pleiß                                                   |
| 2022-23   | Cancelada debido a los terremotos de Turquía y Siria de 2023. | Cancelada debido a los terremotos de Turquía y Siria de 2023. | Cancelada debido a los terremotos de Turquía y Siria de 2023. | Cancelada debido a los terremotos de Turquía y Siria de 2023. |
| 2023–24   | Fenerbahçe Beko                                               | 80–67                                                         | Anadolu Efes                                                  | Nick Calathes                                                 |
| 2024–25   | Fenerbahçe Beko                                               | 104–81                                                        | Beşiktaş                                                      | Nigel Hayes-Davis                                             |

## Títulos por club
| Club                    | Títulos | Años campeón                                                           |
| ----------------------- | ------- | ---------------------------------------------------------------------- |
| Anadolu Efes            | 12      | 1994, 1996, 1997, 1998, 2001, 2002, 2006, 2007, 2009, 2015, 2018, 2022 |
| Fenerbahçe              | 9       | 1967, 2010, 2011, 2013, 2016, 2019, 2020, 2024, 2025                   |
| Tofaş Bursa             | 3       | 1993, 1999, 2000                                                       |
| Galatasaray             | 3       | 1970, 1972, 1995                                                       |
| Ülkerspor               | 3       | 2003, 2004, 2005                                                       |
| İstanbul TÜ             | 2       | 1969, 1971                                                             |
| Banvit Basketbol Kulübü | 1       | 2017                                                                   |
| Pınar Karşıyaka         | 1       | 2014                                                                   |
| Beşiktaş                | 1       | 2012                                                                   |
| Türk Telekom            | 1       | 2008                                                                   |
| Paşabahçe               | 1       | 1992                                                                   |
| TED Kolejliler          | 1       | 1972                                                                   |
| Altınordu               | 1       | 1968                                                                   |